# Провинциальные анекдоты
«Провинциа́льные анекдо́ты» — две одноактные пьесы: «История с метранпажем» и «Двадцать минут с ангелом», написаные Александром Вампиловым в начале 1960-х. В первой половине 1968 года они были объединены в «Провинциальные анекдоты».
В БДТ спектакль шел под названием «Два анекдота», в Ленинградском областном драматическом театре (на ул. Рубинштейна, 18) — под названием «Двадцать минут с ангелом»).
Слово «Анекдоты» соединяет оба значения этого слова — старинное (исторический анекдот — невыдуманный, но экстраординарный случай), и его современное (короткая выдуманная история с парадоксальной концовкой).

## История
20 ноября 1968 года пьеса была зарегистрирована в Театре имени М. Н. Ермоловой.
В августе 1970 года Вампилов приехал в Ленинград в Театр драмы и комедии на Литейном (режиссёр Ефим Падве) на сдачу пьесы «Старший сын», и показал «Провинциальные анекдоты» БДТ.
Премьера состоялась 30 марта 1972 года под названием «Два анекдота» (постановке А. Товстоногова). Автор присутствовал на репетициях, подружился с актёрами, охотно принимал их подсказки и предложения.
Каждая из двух пьес «Провинциальных анекдотов» первоначально публиковалась самостоятельно: «Двадцать минут с ангелом» в альманахе «Ангара» (1970, № 4), а «История с метранпажем» (под названием «Случай с метранпажем») в издательстве «Искусство» в серии «Репертуар художественной самодеятельности» (М., 1971).

## «История с метранпажем»
История написанна  под  влиянием гоголевского «Ревизора», и рассказывает о столкновении человека с бюрократическим абсурдом. 

### Действующие лица
- Калошин — администратор гостиницы «Тайга».
- Потапов — командированный, по профессии метранпаж.
- Рукосуев — врач, приятель Калошина.
- Камаев — молодой человек, преподаватель физкультуры.
- Марина — жена Калошина, официантка ресторана «Тайга».
- Виктория — девушка, устраивающаяся на работу.

## «Двадцать минут с ангелом»
Двое гостей после похмелья просыпаются без денег. Встреча с предлагающим помощь Хомутовым оказывается для них столь неожиданной, что они готовы принять его за ангела.

### Действующие лица
- Хомутов — агроном
- Анчугин — шофёр
- Угаров — экспедитор (командированный из города Лопацка)
- Базильский — скрипач, прибывший на гастроли
- Ступак — инженер
- Фаина — студентка (молодожёны)
- Васюта — коридорная гостиницы «Тайга».

## Экранизация
По пьесе «История с метранпажем» в 1978 году на киностудии «Мосфильм» (экспериментальное молодёжное творческое объединение) был снят короткометражный художественный фильм «История с метранпажем». В главных ролях: Наталия Белохвостикова, Георгий Вицин.